# Triss Norlin
Triss Norlin (även kallad Triss 570) är en segelbåt som tillverkades under andra halvan av 1970-talet och fram till början av 1980-talet. Hon tillverkades av Jofa i Kungälv.
Båten har 4 kojplatser i en helt öppen ruff.